# Kicko (województwo kujawsko-pomorskie)
Kicko – wieś w Polsce, położona w województwie kujawsko-pomorskim, w powiecie inowrocławskim, w gminie Kruszwica. Stanowi sołectwo, w którego skład wchodzą także wsie Tarnówko i Janocin.

## Podział administracyjny

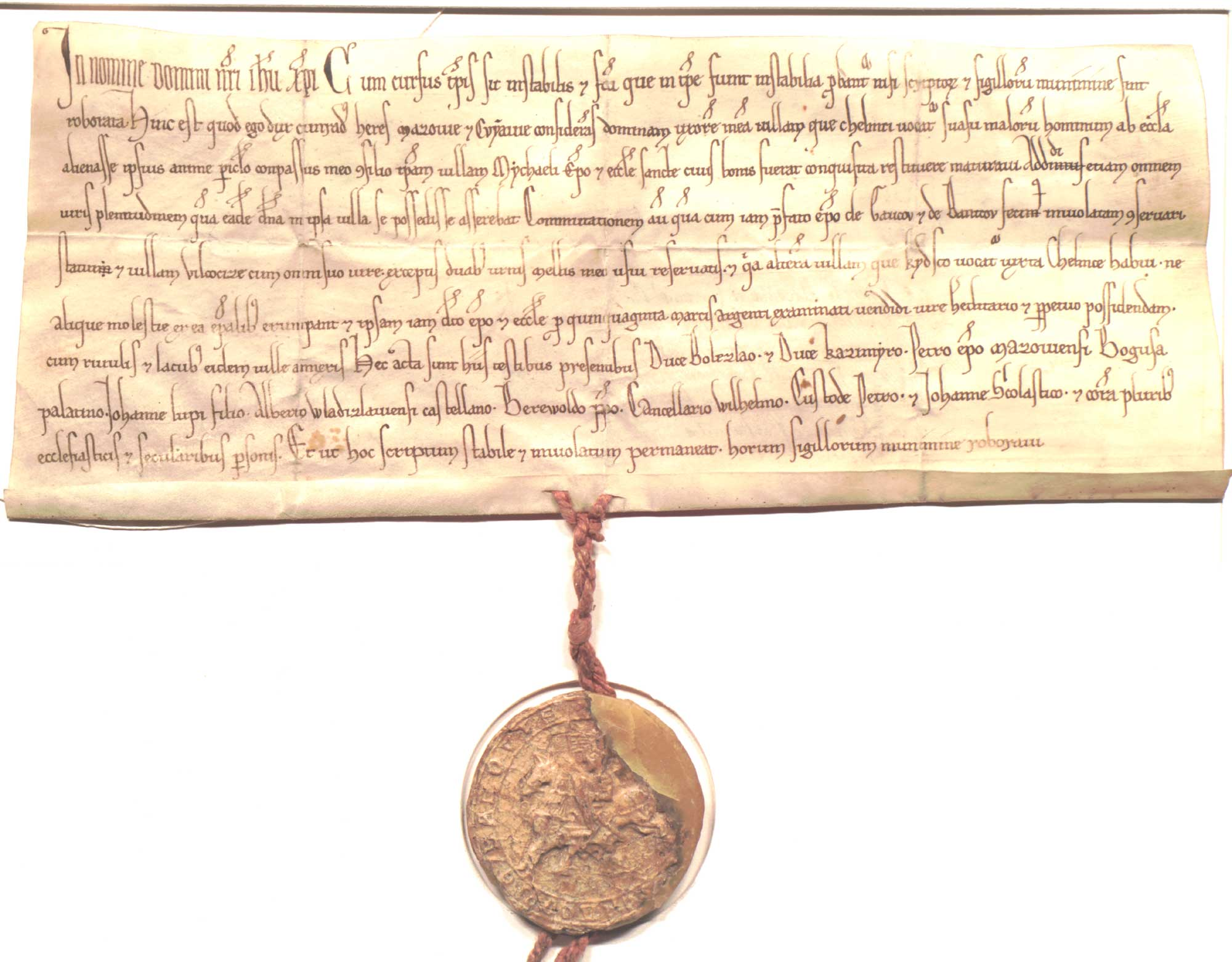
Konrad mazowiecki zwraca Michałowi, biskupowi kujawskiemu, wieś Chełmce, sprzedaje mu wieś Kicko i zamienia wieś Bątkowo, 1232–1233

W latach 1975–1998 miejscowość administracyjnie należała do województwa bydgoskiego.

## Demografia
Według Narodowego Spisu Powszechnego (III 2011 r.) wieś liczyła 15 mieszkańców. Jest najmniejszą miejscowością gminy Kruszwica.